# Yüreğir (plemię)
Yüreğir – (tur.: Yüreğir / Üregir; występuje także w postaci Yuregir, Ürekir, Ürekün, Urakir, Urkir, Urkiz, Urkez) tradycyjna turecka nazwa jednego z 24 plemion należących do związku Oguz Turków. Według tradycji turkuckich, pochodzą od Dağ Chana – jednego z synów mitycznego protoplasty wszystkich turków oguzyjskich, czyli Oguz Chana.

## Etymologia nazwy plemienia

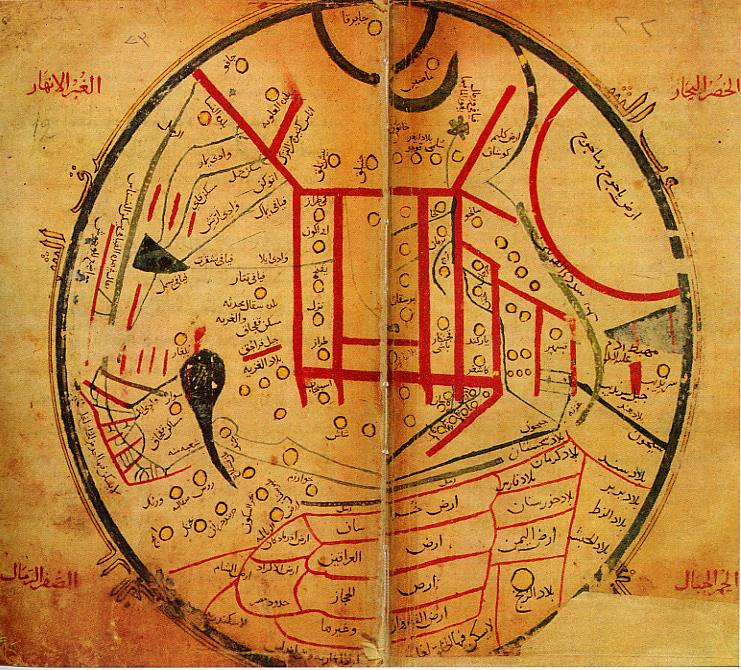
Mapa z Dywanu języków turkijskich ukazująca rozlokowanie plemion turkuckich

Najwcześniejsze znane wzmianki o plemieniu Yüregir w literaturze pisanej pochodzą z XI wieku. Nazwa plemienia została zapisana po raz pierwszy przez karachanidzkiego filologa i leksykografa Mahmuda al-Kaszgari w jego encyklopedycznym słowniku języka tureckiego pt. Dīwānu l-Luġat al-Turk (Dywan języków turkijskich). Słownik został skompilowany w latach 1072–74. Mahmud al-Kaszgari zapisał w nim: „Oguz to jedno z plemion tureckich, są też Turkmenami. Składają się z 22 rodzajów ... Piętnaste to Üregir, a także Yüreğir ... ”.
Wybitny średniowieczny historyk i mąż stanu Ilchanatu, Rashīd al-Dīn Faḍlullāh Hamadānī, wymienił w swoim „Zbiorze Kronik” z 1316 roku (Jāmiʿ al-tawārīkh) plemię Yüreğir jako jedno z 24 plemion turkmeńskich (Oguzów), bezpośrednich potomków Oguz Chana. Jednocześnie wyjaśnił znaczenie nazwy plemienia jako „zawsze czyniąc dobre uczynki i dbając o porządek, a jego prace są dobre ”.
Chan Chiwy Abu al-Ghazi Bahadur, autor „Szedżere-i Terakim” (tj. Genealogii Turkmenów), dzieła ukończonego w 1659 roku, napisał o 24 wczesnych plemionach turkmeńskich, z których jedno to Yüreğir, co według tego autora oznacza „Cnotliwy”.
O plemieniu Yüreğir, jako jednym z 24 najstarszych plemion turkmeńskich, pisze także Salar Baba Bin Gulali - turkmeński historyk z XVI wieku.
Kolejny turkmeński historyk O. Gundogdyev, utożsamiał huńskie plemię „Urog” z plemieniem Yüreğir.

## Zarys historii plemienia Yüreğir

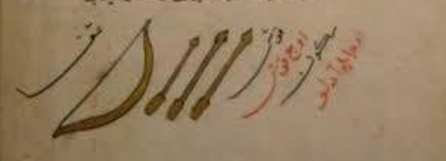
Tamga plemienia Yüreğir - łuk i trzy strzały

Plemię to wywodzi się z gałęzi „Üçok” Oguzów, co znaczy Trzy Strzały. Üçok to tzw. „lewe ramię” Oguzów, co odnosi się do lewego skrzydła armii Turkmenów oraz ich pierwotnych siedzib na wschodzie terenów oguzyjskich. Symbolem plemienia „Tamga” są łuk i trzy strzały. Tamga Yüreğir’ów, jako jedyny ze znaków plemion oguzyjski, zawiera w sobie symbolikę strzał oraz łuku. Należy tu znaznaczyć, iż trzy strzały były symbolem gałęzi „Üçok” a złoty łuk był symbolem gałęzi „Bozok” Oguzów. Za totem plemienia uznawany jest Sokół Kobuz (Falco subbuteo).
Prof. Faruk Sümer, wybitny badacz historii Turków, zapisał w swoim monumentalnym dziele pt. „Oğuzlar": „Widać, że pieczęć Yüreği’ów ma postać łuku i trzech strzał. Jak już zostało powiedziane, łuk i trzy strzały są znakiem rządów Jabgu, władców Oguzów.”. Tym samym, można zakładać, że Jabgu, czyli władcy Państwa Oguzów, wywodzili się z tego właśnie plemienia.
Turcy Oguzowie byli odłamem ludów turkuckich wywodzących się z regionu Azji wyznaczonego przez obszar doliny rzeki Selenga, góry Sajany i Ałtaj, okolic jeziora Bajkał. We wczesnym średniowieczu większość z nich prowadziła koczowniczy tryb życia, a ich struktura polityczna była plemienna. Było 22 lub 24 plemiona Oguzów – w zależności od zapisów w poszczególnych kronikach średniowiecznych. Pierwotną religią ludów turkuckich był Tengrism; poczynając od X w. źródła nazywają Oguzów, którzy przyjęli Islam – Turkmenami.
O Oguzach i ich poszczególnych plemionach opowiada mit ludów tureckich o Oguz Chanie (utożsamiany z historycznym Modu Chanyu (wł. Bağatur Chan), założycielem kaganatu Xiongnu). Według tego mitu istniały 24 plemiona, w dwóch głównych grupach (tzw. gałęziach). Każdą grupę reprezentowało trzech braci (synów Oguza), a każdy brat miał mieć kolejnych czterech synów. Trzech pierwszych synów Oguza zwanych było Üçok (tj. Trzy Strzały). W tej klasyfikacji plemię Yüreğir jest potomkiem Dağ Chana, który z kolei był jednym z trzech pierwotnych Üçok’ów. Trzech kolejnych synów Oguza tworzyło drugą grupę nazwaną Bozok (Szare Strzały). Słowo „ok” w językach turkijskich oznacza „strzałę”, ale także „związek”.
Ponadto, gałąź Üçok jest uważana za „Wewnętrznych Oguzów”, podczas gdy Bozok są znani jako „Zewnętrzni Oguzowie”. Ślad takiego podziału odnajdujemy w Księdze mego dziada Korkuta (azer. کتاب دده قورقود, tur. Dede Korkut Kitabı) – najsłynniejszej spośród epopei Oguzów.

### Państwo Oguz Jabgu

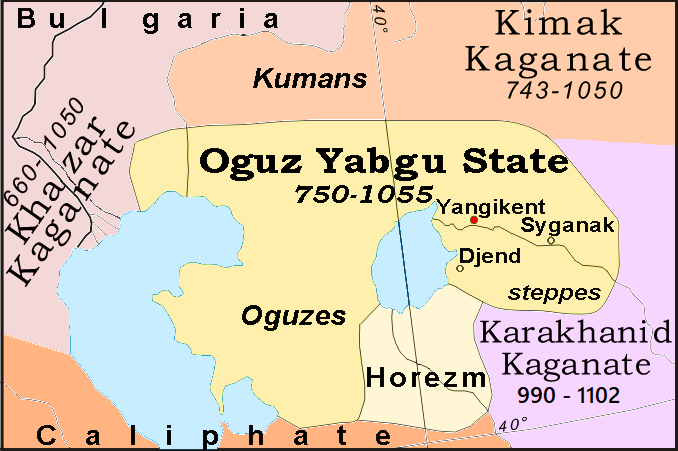
Terytorium zajęte przez Państwo Oguz Jabgu między 750 a 1055 rokiem

Yüreğirowie wchodzili w skład Państwa Oguz-Jabgu istniejącego między 750 a 1055. Obejmowało ono ziemie otaczające Morze Kaspijskie od północy, wzdłuż jego wschodniego brzegu, przez miasto Köneürgenç w pobliży Jeziora Aralskiego, oraz na wschód do Buchary, dalej w kierunku podnóża gór Tienszan. Stolica znajdowała się w mieście Jangikent. Jego władcę tytułowano Jabgu – co było drugim najwyższym po Kaganie tytułem pośród ludów turkuckich i tureckich.
W okolicach roku 1055 doszło do rozpadu państwa Oguz-Jabgu. Rozważa się możliwości, że do rozpadu tego doszło na skutek uprzedniego oderwania się rodu Seldżuków (wywodzących się z plemienia Kinik) od pozostałych Oguzów. Ponadto, w tym okresie narastał napór Kipczaków (Połowców) – gałęzi Kimeków, którzy zaznaczyli się jako potęga militarna już w IX wieku. Zgodnie z mapą Mahmuda al-Kaszgari, Kipczacy najechali „Stepowe Ziemie Oguzów” i dolny bieg rzeki Seyhun (Syr-Daria) w pierwszej połowie XI wieku.
Na skutek upadku Państwa Oguz Jabgu doszło do migracji licznych plemion Oguzów w kierunku zachodnim. Inne ich grupy podążyły w kierunku regionu Chorasan. Zauważono, że Oguzowie, którzy pozostali na swoich dawnych terenach, rozlokowali się w regionach podgórskich Tienszan oraz w miastach położonych nad rzeką Syr-Darią. Zauważono również bytność Turkmenów podczas inwazji mongolskiej w rejonach Dżendu i pustyni Kara-kum.
Rejon między rzekami Syr-Daria i Amu-Daria, zwany Transoksania / Międzyrzecze, przyjmuje się jako region z którego wyruszyło plemię Yüreğir w kierunku Anatolii. Migracja ta miała bezpośredni związek z kampanią Czyngis-Chana.

### Wtargnięcie do Anatolii

Kluczowe podboje i kampanie Czyngis-chana i jego generałów

Podbój Chorasanu miał miejsce w latach 1220-21, podczas podboju Imperium Chorezmijskiego przez Mongołów. Gdy Imperium Chorezmijskie rozpadło się po zdobyciu dużych miast Samarkandy i Buchary przez wojska mongolskie, szach Ala ad-Din Muhammad II uciekł na zachód w nadziei na zebranie nowej armii. Czyngis-Chan rozkazał swoim dwóm czołowym generałom, Subedejowi i Dżebe, podążać za szachem i zapobiec tym dążeniom; w międzyczasie wysłał swojego najmłodszego syna Tołuja na południe, aby ujarzmił wszelki opór w Chorasanie.
Region Chorasan obejmował miasta Jedwabnego Szlaku, takie jak Merw, Niszapur i Herat, które należały w tym czasie do największych i najbogatszych na świecie. Tołuj zdobył je po kolei, plądrując ich bogactwa i dokonując egzekucji ich mieszkańców. Chociaż współcześni historycy uważają liczby średniowiecznych kronikarzy za przesadzone (jedna relacja podaje 2,4 miliona ludzi zabitych w samym tylko Niszapurze), nadal szacują liczbę ofiar śmiertelnych tej kampanii Mongołów w milionach, zwłaszcza jeśli weźmie się pod uwagę zagłodzenie mieszkańców obleganych miast. Kampania była z pewnością jedną z najbardziej krwawych w historii ludzkości. Liczni Turkmeni, którzy pozostawali do tej pory najdłużej w Azji Środkowej (w Chorasanie i części Transoksanii), zaczęli masowo migrować na zachód.
Najliczniejszymi plemionami, które przemieściły się w pierwszej połowie XII w. do wschodniej Anatolii, były Yüreğir, Salur, Kinik, Bayandur i Igdir. W materiałach dotyczących plemienia Salur, którego przywódca Nûre Sûfi Bey był założycielem dynastii i Emiratu Karamanidów, można odnaleźć informacje, że plemię to przemieściło się z Transaksonii na terytorium dzisiejszego Azerbejdżanu (dokładnie: z Arran/Albania Kaukaska).
Następnie, po ataku Mongołów na tereny Arranu przeprowadzonym w roku 1230, Salur wtargnęli do wschodniej Anatolii i okresowo osiedli w okolicach miasta Sivas (dawna Sebasta). Od roku 1241 Mongołowie prowadzili kampanię w Anatolii, której kulminacja nastąpiła 26 czerwca 1243 w bitwie pod Köse Dağ, gdzie wojska mongolskie ostatecznie rozbiły Sułtanat Rumu Seldżuków.

Ekspansja Sułtanatu Rumu między 1100 a 1240 rokiem

W czasie gdy nastąpił ostateczny atak Mongołów na Anatolię, Yüreğirowie, Slaur oraz pozostałe plemiona Üçok Oguzów przemieściły się na południe w kierunku dzisiejszego pogranicza Turcji i północnej Syrii. Plemię Salur przeniosło się ostatecznie w okolice gór Taurus, w pobliże miast Larende i Ermenek. Od przybycia w okolice Sivas do podbicia Sułtanatu Rumu przez Mongołów, plemię Salur aktywnie wspierało Seldżuków w wojnie z Mongołami.
Należy założyć, iż najpewniej szlak migracyjny Salurów był podobny do tego, jakim podążali również Yüreğirowie ponieważ zajęte przez nich tereny graniczyły ostatecznie z Karamanidami oraz oba te plemiona należały do gałęzi Üçok Oguzów, choć ta hipoteza migracji wymaga dalszej weryfikacji.
W kronice o tytule „Tevârîh-i Âl-i Osmân”, spisanej w XV w. przez Âşıkpaşazâde (Dervisza Ahmeda), znajduje się zapis, iż sześciu synów Üçoka, tj. Yüreğir, Kusun Varsak, Kara Isa, Özer, Gündüz i Kuş Temür przybyło na Równinę Cylicyjskiej (tur. Çukurova) i zajęli Misis, Adanę i Tars. Ponadto zapisano, iż wodzem tej grupy Turkmenów był Yüreğir (najstarszy syn Üçoka). W tym czasie osłabione Ormiańskie Królestwo Cylicji nie było w stanie skutecznie się im przeciwstawić. Koczownicy podbili i złupili wymienione miasta i okresowo zajęli zdobyte tereny. Nie było to jednak trwałe objęcie tych obszarów przez najeźdźców. Ormianie cylicyjscy prowadzili dalsze próby odparcia Turkmenów, co miało związek z pojawieniem się tych drugich w północnej Syrii.
W innym źródle wodzowie (bejowie), którzy przybyli na Równinę Cylicyjską (tur. Çukurova), wymieniani są jako synowie Baçu Hana, jednego z dowódców tatarskich (Oruç b. Adil, 2008, s. 4-5; Ibn Kemal, 1997, s. 89). Zapis o tym znajdujemy w tzw. Kronikach Osmańskich „Tevârîh-i Âl-i Osmân”, spisanych przez Kemalpaşazâde (Ibn Kemala Paszę) w XVI w. Kronikarz zapisał, iż Baçu Han, jeden z wodzów turkmeńskich (określany jako Serdar tatarski), przybył do Anatolii na początku wieku XII w. Zajął rejon gór Bolkar (Bolkar Mountains – środkowe pasmo gór Taurus), jako tereny letniego wypasu, a ziemie na Równinie Cylicyjskiej oraz w pobliżu Elbistanu - jako leże zimowe dla swojego plemienia. Jego synami byli Yüreğir, Kusun (!), Varsak, Kara Isa, Özer, Gündüz i Kuş Temür.
W anonimowej kronice średniowiecznej „Tevârîh-i Âl-i Osmân”, skomplikowanej przez Friedricha Giese w 1929 roku, zapisano o tym tatarskim dowódcy „… Następnie, tatarski Bâçu Han pomaszerował na Sułtana Alâaddina (Kayqubad’a I)”. Tenże władca Sułtanatu Rumu panował od 1220 do 1237 roku (za czasów Ertuğrul Gazi – ojca Osmana I).
Zapisy w przywołanych kronikach nie pozwalają na dokładne wyjaśnienie, czy Baçu Han był ojcem Yüreğir’a i jego braci, czy też byli synami Üçok’a, co mogło oznaczać jedynie ich przynależności do gałęzi Üçok (Trzech Strzał) Oguzów.
Wodzowie Özer i Gündüz stali się tytularnymi protoplastami późniejszych bejlików (powstałych XIV w.), których nazwy wywodzą się od ich imion. Odpowiednio Özer – Özeroğulları (bejlik objął rejon Dörtyol, Payas, İskenderun, Derbsak, Erzin/Yeşilkent), Gündüz – Gündüzoğulları (bejlik zlokalizowany na wschód od Góry Nur, w północnej części Doliny Amik). Kusun Varsak stał się protoplastą plemienia Varsak Türkmenleri.
Powstanie nowego plemienia wokół eponimicznego przywódcy było zjawiskiem typowym dla epoki postmongolskiej, gdy po zagładzie starych plemion wśród koczowników zachodził proces retrybalizacji (Golden 1992, s. 304–306, 356–357.). W pierwszych latach istnienia dynastii każdy, kto podążał za danym wodzem i przyłączył się do jego grupy, był uważany za jednego z członków nowo powstałego plemienia, niezależnie od wcześniejszej przynależności plemiennej.

### W Sułtanacie Mameluków

W 1260 roku Mongołowie przeprowadzili ofensywę na tereny Lewantu (Syrii). Po pierwszym sukcesie pod Aleppo i Damasziem skierowali się na południe. Ostatecznie zostali rozbici pod Ajn Dżalut.

W połowie XIII w. liczne plemiona Turkmenów zasiedliły tereny w pobliżu Antiochii, Aleppo oraz Damaszku. Ziemie te podlegały władzy Sułtanatu Mameluków. Prof. Faruk Sümer w swoim dziele „Oğuzlar” podaje, iż Bajbars / Al-Said Barakah – sułtan z dynastii mameluków (z pochodzenia Turkmen Kipczak), panujący w latach 1260–1277, zezwolił licznym Turkmenom osiedlić się na terenach od Antiochii, aż do Gazy w zamian za co, mógł liczyć na jazdę turkmeńską w prowadzonych przez sułtanat starciach z mongolskimi Ilchanidami, Krzyżowcami oraz Ormiańskim Królestwem Cylicji.
Według dokumentów Sułtanatu Mameluków, było w tym czasie w Dolinie Amik (w pobliżu Antiochii) ok. 40 tys. namiotów obu gałęzi Oguzów, tj. Üçok i Bozok. Turcy zajęli również tereny na zachód od pasma górskiego Al-Anṣariyyah.
Jazda Turkmenów brała udział w zwycięskiej dla Mameluków bitwie pod Ajn Dżalut w 1260 roku, gdy po raz pierwszy zadano druzgocącą klęskę Mongołom. W rezultacie mongolska ekspansja na Bliskim Wschodzie została zahamowana. Mamelucy obronili zachodnią część świata islamu przed mongolskim podbojem, a ich państwo stało się największą potęgą w regionie. W związku z tym bitwa pod Ajn Dżalut jest uważana za jedną z najważniejszych bitew w historii świata.
W 1266 roku Sułtan Bajbars wyruszył ze swoją armią z zamiarem ostatecznego zlikwidowania resztek łacińskich państw w Outremer. Wysłał również posła do Cylicji z żądaniami zerwania sojuszu ormiańsko-mongolskiego, hołdu i oddania wszystkich nabytków terytorialnych zdobytych przy wsparciu krzyżowców przez Mongołów. Na wieść o poczynaniach Bajbarsa, cylicyjski król Hetum I udał się na dwór Abaki – chana Ilchanatu, prosząc o wojskową interwencję, ale podczas jego nieobecności, Mamelucy z Turkmenami obu gałęzi Üçok i Bozok zdążyli najechać Cylicję.
Ormianie po zebraniu wojsk i zapewnieniu sobie wsparcia ze strony templariuszy z Bagrasu, wymaszerowali na spotkanie wojsk mameluckich dowodzonych przez ówczesnego emira Sayf ad-Din Qalawuna (następnie sułtana od 1279). Do starcia doszło w okolicach Mari i zakończyło się ono pogromem wojsk ormiańskich. W walkach zginął książę Toros, a książę Leon dostał się do niewoli podobnie jak tysiące zwykłych żołnierzy. Cylicyjski król Hetum I był zmuszony zapłacić ogromy okup za syna i oddać Mamelukom kilka kluczowych fortec. Znaczenie Cylicji znacznie zmalało i poniosła ona olbrzymie straty. W 1268 roku doszło tam do mocnego trzęsienia ziemi, które dopełniło zniszczenia.
Przez blisko sto kolejnych lat Mamelucy wraz Turkmenami najeżdżali tereny Cylicji. Ormianie musieli płacić znaczny trybut mamelukom, a ci mimo to co kilka lat wyprawiali się na Cylicję. W 1275 roku Muzułmanie zdobyli Tars, który doszczętnie złupili, niszcząc katedrę Świętej Zofii oraz pałac królewski i zabijając 15 000 cywilów, a 10 000 uprowadzając w niewolę. W 1281 roku, po druzgocącej klęsce Mongołów i Ormian w II bitwie pod Himsem, Mamelucy narzucili Cylicji nowy, niekorzystny rozejm. Później w 1285 po sukcesie wyprawy Sułtana Sayf ad-Din Qalawun’a, Ormianie ponownie zostali zmuszeni do podpisania niekorzystnego pokoju na dziesięć lat. Ormianie musieli płacić coroczny trybut w wysokości jednego miliona dirchemów. Mimo obowiązującego rozejmu Mamelucy nadal najeżdżali Cylicję, wykorzystując każdy, najbłahszy nawet powód.

### Turkmeni osiadają w Cylicji
W 1299 roku Hetum II kolejny raz objął władzę w Cylicji i ponownie musiał zmierzyć się z najazdami Mameluków. Bezradny wobec potęgi nieprzyjaciela poprosił o interwencję Ilchana Gazana o pomoc. W odpowiedzi na błagania Ormian siły mongolskie wtargnęły do Syrii, a ilchan wezwał łacinników z Cypru do wspólnego ataku na Sułtanat. Mongołowie zdobyli Aleppo, gdzie dołączyli do nich Ormianie z Hetumem na czele. W skład sił cylicyjskich wchodzili także templariusze i szpitalnicy. Połączone siły sojuszników pokonały Mameluków w bitwie pod Wadi al-Chazindar 23 grudnia 1299 roku. Po zwycięstwie większość sił mongolskich wycofała się z Syrii. Pod ich nieobecność pokonani mamelucy przegrupowali się i wzmocnili. W maju 1300 roku wojska mameluckie ponownie wkroczyły do północnej Syrii wraz z oddziałami jazdy turkmeńskiej.
W 1303 roku Mongołowie ponownie podjęli próbę podbicia Syrii. Ilchanat wysłał tu olbrzymią (prawdopodobnie liczącą około 80 000 żołnierzy) armię, wspomaganą przez Ormian. Wojska te zostały jednak rozbite w bitwie pod Hims 30 marca i pod Mardż al-Saffar 21 kwietnia. Była to ostatnia poważna próba podporządkowania sobie Syrii przez ilchanów. Śmierć Gazana w 1304 roku położyła kres tym nadziejom.
Między 1343 a 1344 rokiem Cylicja ponownie została najechana przez Sułtanat Mameluków i ich turkmeńskich sprzymierzeńców, którzy ciągle dążyli do ekspansji terytorialnej kosztem słabszego sąsiada. Ormianie wielokrotnie zwracali się wcześniej o pomoc zbrojną i finansową do chrześcijańskich królestw Europy i namawiali do podjęcia nowych krucjat. Prośby te nie przyniosły jednak większego skutku.
Mimo podboju niemal całej Cylicji przez Mameluków nie pozostała ona w ich rękach. Za ich pozwoleniem, duża część regionu znalazła się pod władzą koczowniczych plemion tureckich, które rozpoczęły trwale osadnictwo.

### Emirat Ramazan Beja

Ormiańskie Królestwo Cylicji zostało ostatecznie podpite przez Mameluków. Na jego terytorium powstał Emirat Ramazan Beja, przywódcy Yüreğir’ów.

W źródłach brakuje precyzyjnych informacji, jakie tereny dokładnie zamieszkiwali Yüreğir’owie w okresie od ich pojawienia się na północnych obrzeżach Królestwa Cylicji w pierwszej połowie XIII w., do momentu ustanowienia w 1353 r. Emiratu Ramazan Beja (syn Yüreğira, wnuk Baçu Hana). Z dużą pewnością można jednak zakładać, że plemię koczowało we wschodniej części Równiny Cylicyjskiej (tur. Çukurova) między rzekami Ceyhan i Seyhan na południe od Adany. Po 1266r. Ormianie nie byli już zapewne zdolni do ich wyparcia. Prawdopodobne są również tereny bardziej na południe. Mogli obozować wraz z innymi podległymi Mamelukom plemionami Turkmeńskimi – w Dolinie Amik, w okolicach Latakii i Tartus. Możliwe, że były to również okolice Aleppo lub Damaszku, gdzie również osiedliły się znaczne grupy Oguzów (już za czasów sułtana Bajbarsa).  
W okresie panowania Sułtana Mameluckiego As-Salih Salih’a (1351–1354), Ramazan Bej (zm. 1353r.) wódz Yüreğirów, był założycielem średniowiecznej dynastii rządzącej emiratem zwanym Emiratem Ramazana (Bejlikiem), istniejącym od 1352 do 1608. Na początku drugiej połowy XVI wieku Ramazana Bej został ogłoszony przez Mameluków przywódcą wszystkich Turkmenów (podległych Sułtanatowi). Wiadomo, że w tym okresie miejscem obozowania plemienia były zbocza niewielkiego wzniesienia Çaldaği. Miejsce to znajdowało się pośrodku Równiny Cylicyjskiej, 10 km na południowy wschód od centrum Adany. W miejscu tym założono wieś Camili. W tym samym miejscu przebiegała również trasa karawan z Adany do Aleppo i Maraş. Obecnie w miejscu tym znajduje się średniowieczny cmentarz z zachowanymi nagrobkami Turkmenów. Na kamiennych płytach nagrobków zachowały się wyryte znaki Uçok oraz Yüreğir.
Emirat Ramazana objął tereny Cylicji Ormiańskiej, a stolicą Emiratu została Adana. Ramazanidzi (dynastia potomków Ramazana) byli przez ponad 150 lat wasalami Sułtanatu Mameluków, choć jego kolejni władcy podejmowali próby usamodzielnienia się. Pierwszą z takich prób podjął już syna Ramazana, İbrâhim Bej. Sprzymierzył się z Karamanidami (Salur / Üçok), władanymi w tym czasie przez Alâaddin Beja, i wystąpił przeciw Mamelukom. Mimo częściowych sukcesów, dość szybko prosił o wybaczenie. Nie przekonał sułtana; ostatecznie, został pojmany i stracony w Sis w 1383 roku wraz ze swoim bratem (Kara Mehmedem) i ich matką.
Od 1514 roku emirat popadał w coraz większą zależność od rozszerzających swoje wpływy Osmanów, a w 1516 roku Selim I Groźny włączył bejlik do Imperium Osmańskiego w trakcie podboju Sułtanatu Mameluków. Osmanowie ustanowili na terenie emiratu sandżak, a bejowie z rodziny Ramazan Beja sprawowali w nim dziedzicznie władzę przez kolejne 92 lata. Ostatnim z nich był Pir Mansur Bej, który panował do 1608. Był to ostatni bejlik Turkmenów przejęty przez Osmanów w Anatolii.
Po wprowadzonych kolejnych latach reformach osmańskich i przymusowych przesiedleniach mających na celu rozerwanie struktur danych turkmeńskich plemion, nastąpiła dezintegracja i rozproszenie Yüreğir’ów na terenie Anatolii.

### Rozproszenie plemienia
Z plemienia Yüreğir pochodzą prawie wszyscy turkmeńscy mieszkający w rejonie Misis, na górze Cebelnur (Davudi), równinie Piribeyli (Konya), dorzeczu Ceyhan i regionie Yumurtalık. Większość odległych potomków tych, którzy byli członkami plemienia Yüreğir’ów w Emiracie Ramazana, mieszka dziś w Ankarze, Sivas, Tarsie, Mersin, Adanie i okolicach tych miast.

## Toponimy
W związku z migracjami plemienia w obrębie Azji Środkowej i Bliskiego Wschodu, plemię Yüreğir pozostawiło swoje ślady w nazwach miast, wsi lub dzielnic.
Najistotniejszym z tych śladów jest dystrykt Yüreğir w prowincji Adana (Turcja). W sumie, na terenie Turcji znajduje się kilkadziesiąt osad, których nazwa pochodzi od nazwy tego turkmeńskiego plemienia. Jak podaje prof. Faruk Sümer, pod koniec XIX w. istniało jeszcze około 44 miejscowości w Turcji zawierających nazwę plemienia w postaci Üreğir / Yüreğir / lub Büyük-Yüreğir (-l), Küçük-Yüreğir (-l).
Część nazwy miejscowości, które przetrwały do dziś, mają postać Üreğil i Yüreğil. Jest to związane z niedawną zmianą r → l w dialektach anatolijskich.